# Mário David (politicus)
Mário Henrique de Almeida Santos (Mário) David (Lunda (Angola), 20 augustus 1953) is een Portugees arts en politicus. Vanaf 1980 was hij voor de Sociale Democratische Partij kabinetschef voor verschillende ministers. Als Europarlementariër maakte hij vanaf 1989 deel uit van de Liberalen en sinds 1997 van de Christen-Democraten.

## Biografie

### Studie en begin van zijn loopbaan
David werd geboren in het district Lunda in het noordoosten van Angola. Na het behalen van het lyceum studeerde hij daar geneeskunde aan de universiteit. In 1974 vervolgde hij zijn studie aan de Universiteit van Lissabon en behaalde hier zijn licentiaat op 27 augustus 1977. Vervolgens werkte hij tot 1980 als arts in verschillende ziekenhuizen en medische centra.

### Portugese politiek
In 1979 werd hij lid van de Sociale Democratische Partij van Portugal. Generaal António Soares Carneiro, voormalig generaal-secretaris van de Angolese regering en een vriend van Davids familie, vroeg hem in 1980 om assistent te worden voor zijn campagne voor de presidentsverkiezingen in Portugal; Carneiro verloor deze verkiezingen.
Een politieke loopbaan volgde, waarin hij kabinetschef was van premier Francisco Pinto Balsemão en de ministers Paulo Mendo, Fernando Nogueira, Faria de Oliveira en António Capucho. Na een cursus in 1987 werd hij gekozen tot voorzitter van het Portugese verbond voor toezichthouders op de nationale veiligheid (Associação de Auditores de Defesa Nacional).

### Europese politiek
Tijdens zijn Portugese politieke loopbaan was hij ook bepaalde tijd staatssecretaris voor Europese aangelegenheden. Zijn Europese ambities leverden hem vervolgens een politieke carrière op in het Europarlement, wat geschiedde vanaf 1989.
Van 1990 tot 1994 was hij adjunct en aansluitend tot 1996 secretaris-generaal van de Partij van de Alliantie van Liberalen en Democraten voor Europa, die vanuit Nederland en Vlaanderen wordt gevormd door D66, VVD en Open Vld.
Hij vervolgde zijn Europese loopbaan bij de Europese Volkspartij (Christen-Democraten). Van deze fractie was hij van 1997 tot 1999 secretaris-generaal en vervolgens tot 2002 adviseur voor de uitbreiding van de Europese Unie. Tot 2004 werkte hij voor internationale zaken en in 2004 werd hij coördinator van het kabinet van José Manuel Barroso die dat jaar was aangetreden als voorzitter van de Europese Commissie. Van 2006 tot 2009 was hij ondervoorzitter van de Europese Volkspartij. In drie termijnen voorafgaand aan 2014 was hij vicevoorzitter van deze partij.
In de jaren tien was hij verder (schaduw)rapporteur voor een aantal internationale dossiers, zoals voor de herziening van het Europese Nabuurschap (2010-11), het opinierapport van de unie met de Samenwerkingsraad van de Arabische Golfstaten (2010-11) en het handelsverdrag van de unie met Colombia en Peru (2011-12). Verder hield hij zich bezig met het vredesproces in het Midden-Oosten en het Arabische vredesinitiatief (2011-13).
In 2014 stond hij aan het hoofd van de Europese waarnemersmissie die de Egyptische presidentsverkiezingen monitorde.